# Huw Lloyd-Langton
Huw Lloyd-Langton (6. února 1951 Londýn, Anglie – 6. prosince 2012) byl britský kytarista a zpěvák. V letech 1969–1971 a 1979–1988 byl členem skupiny Hawkwind. Rovněž působil ve skupinách Widowmaker (1975–1977), The Meads of Asphodel (2000–2007) a Lloyd-Langton Group. V roce 2012 hrál jako host na albu Hawkwind s názvem Onward. Zemřel po dlouholetém boji s rakovinou.